# Арчибальд Гамільтон, 9-й герцог Гамільтон

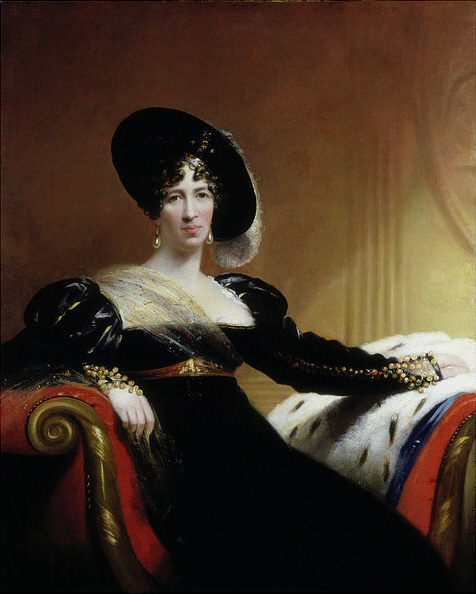
Леді Анна Гамільтон (1766 — 1846) у 1815 році.

Арчибальд Гамільтон (15 липня 1740 – 16 лютого 1819) – шотландський аристократ, політичний діяч, ІХ герцог Гамільтон, VI герцог Брендон, барон Даттон, вождь клану Гамільтон. 

## Життєпис
Арчибальд Гамільтон був сином Джеймса Гамільтона , V герцога Гамільтона, ІІ герцога Брендона від свого третього шлюбу з Анною Спенсер, дочкою Едварда Спенсера. 
Арчибальд Гамільтон отримав освіту в Ітонському університеті. У 1768 – 1772 роках він був депутатом парламенту від графства Ланаркшир. У серпні 1799 року після смерті свого племінника Дугласа Гамільтона, VIII герцога Гамільтон, що не лишив законних дітей, Арчибальд Гамільтон успадкував титули герцога Гамільтон та герцога Брендон, посаду лорд-лейтенанта Ланаркширу.  
Арчибальд Гамільтон був помітною фігурою у світі кінних перегонів. З 1786 по 1814 рік його коні вигравали сім забігів на перегонах Сент-Леджер у місті Донкастер. 
У лютому 1819 року 78-річний Арчибальд Гамільтон помер. Його титули і володіння успадкував його син Олександр Гамільтон.  

## Родина і діти
25 травня 1765 року Арчибальд Гамільтон одружився з леді Гарріет Стюарт (1750 – 1788) – дочкою Олександра Стюарта (1694 – 1773) – VI графа Галлуей та леді Кетрін Кокрейн (? – 1786) – дочки Джона Кокрейна – VI графа Дандональда. У них були діти:
- леді Анна Гамільтон (1766 – 1846) – фрейліна королеви Великої Британії Кароліни, не одружилась
- Олександр Гамільтон (1767 – 1852) – Х герцог Гамільтон
- лорд Арчибальд Гамільтон (1769 – 1827)
- леді Шарлотта Гамільтон (1772 – 1827) – одружилась у 1800 році з Едуардом Сент-Мором (1775 – 1855) – ХІ герцогом Сомерсет
- леді Сюзанна Гамільтон (1774 – 1846) – одружилась у 1803 році з Джорджем Мюрреєм (1762 – 1836) – V графом Данмор